# Бјелајско поље
Бјелајско поље је мало крашко поље у северозападном делу Босне, издуженог облика, динарског правца пружања дуго око 35 km. На дну таласастог поља налазе се многобројне вртаче. Лежи на надморској висини од 570 до 670 m. Име је добило по селу Бјелај у општини Босански Петровац.
Дели се на Рудо поље, Бјелајско поље и Медено поље. У Бјелајском пољу има неколико мањих извора, али правих водотокова нема. Потоци Вођеница, Скакавац и Суваја теку кроз истоимена села и допиру само до руба поља. 
Кроз Бјелајско поље пролазио је стари пут Кључ - Босански Петровац - Бихаћ, део великог (турског) пута који је везивао Сарајево и Травник, преко Јајца са крајњим северозападним делом Босне. Кроз поље је пролазио и стари римски пут који је полазио из Солина, преко Книна и Босанског Грахова.
У Бјелајском пољу има и трагова праисторијских насеља. Данашња насеља су разбијеног типа. Становништво је мешовито, православно и муслиманско. Главно им је занимање земљорадња и сточарство. Сеју се озими и јари усеви, затим зоб, кромпир и кукуруз који због оштрије климе слабије рађа.